# 丹尼尔·威尔斯
丹尼尔·威尔斯（英語：Daniel Wells，1988年7月31日—）是来自尼思的威尔士职业斯诺克选手。他已经两次通过Q School比赛来参加职业斯诺克巡回赛。